# Dolichernis
Dolichernis is een geslacht van vlinders van de familie koolmotten (Plutellidae).

## Soorten
- D. chloroleuca Meyrick, 1891
- D. jubata Philpott, 1918